# Petruskerk (Ostrhauderfehn)
De Petruskerk (Duits: Petrus-Kirche) is het kerkgebouw van de lutherse gemeente in de plaats Ostrhauderfehn in de Duitse regio Oost-Friesland.

## Geschiedenis
De plaats Ostrhauderfehn ontstond, nadat vijf kooplieden in 1765 een verzoekschrift aan de Pruisische koning Frederik II zonden, om het hoogveengebied in het noordelijke Overledingerland te mogen ontginnen en er een veenkolonie te stichten. Op 19 april 1769 kregen de heren toestemming om de reeds aangevangen werkzaamheden ten uitvoer te brengen. Kerkelijk behoorden de eerste bewoners van het destijds zo geheten Rhauder Osterfehn net als  Rhauder Westerfehn bij Rhaude. In 1829 werd de zelfstandige kerkgemeente Westrhauderfehn opgericht, waarbij ook Ostrhauderfehn werd ingedeeld. In 1833 volgde de aanleg van een kerkhof in Ostrhauderfehn en in 1889 ten slotte de stichting van de eigen kerkelijke gemeente Ostrhauderfehn.
Desondanks duurde het nog enkele jaren voordat er met de bouw van een eigen kerk kon worden begonnen. Pas in 1892 wist de gemeente een geschikt stuk bouwgrond te verwerven. Enkele jaren later begon de bouw van een pastorie en vanaf 1894 de bouw van de kerk. De Hannoverse architect Conrad Wilhelm Hase begeleidde de bouw, die duidelijke overeenkomsten kent met de Christuskerk te Hollen en talrijke andere kerkgebouwen rond Hannover, in het Schaumburger Land en op de Lüneburger Heide.
De bouwkosten werd door keizer Wilhelm II, giften, inzamelingen, een obligatie en een in heel Oost-Friesland uitgevoerde deurcollecte gedragen. In november 1896 werd de kerk na twee jaren werk ingewijd.
Tijdens de Tweede Wereldoorlog raakt de kerk zwaar beschadigd, toen Duitse soldaten in april 1945 de toren opbliezen. Daarbij werd ook het kerkschip ernstige schade toegebracht. Eerst in 1948 konden er weer kerkdiensten worden gevierd. In 1955 volgde de herbouw van de toren en de installatie van de carillon. Na de voltooiing van een grondige renovatie in 1992 werd de kerk vernoemd naar de apostel Petrus.